# Rue Pierre-Quillard
La rue Pierre-Quillard est une voie du 20e arrondissement de Paris, en France.

## Situation et accès
La rue Pierre-Quillard est une voie située dans le 20e arrondissement de Paris. Elle débute au 3, rue Dulaure et se termine au 6, rue Victor-Dejeante.

## Origine du nom

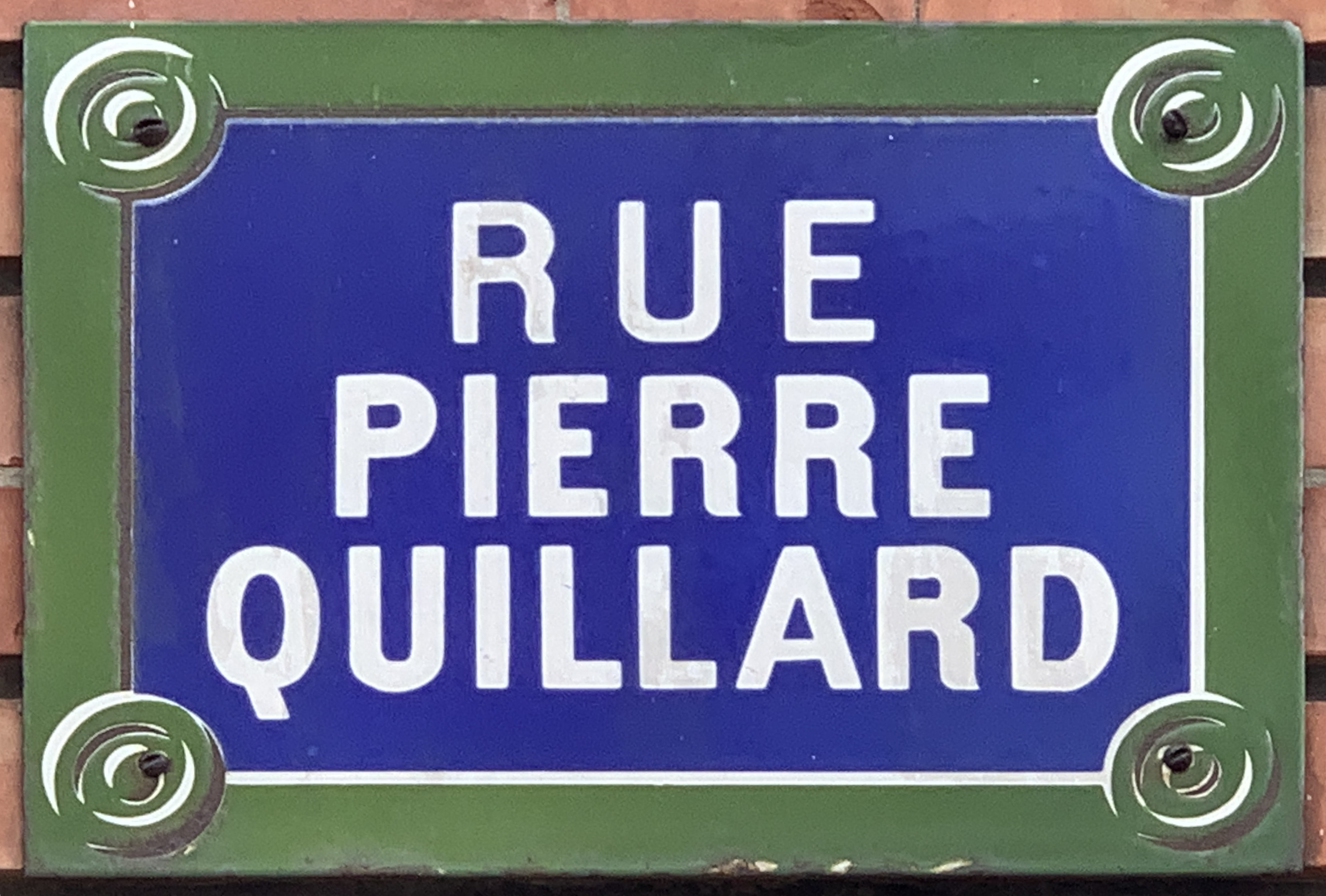
Plaque de la rue.

Cette voie porte le nom de Pierre Quillard (1864-1912), poète symboliste, auteur dramatique, traducteur helléniste et journaliste français.

## Historique
La voie a été ouverte et a pris sa dénomination actuelle par un arrêté du 26 avril 1929 sur l'emplacement du bastion no 15 de l'enceinte de Thiers.